# Villa Medicea di Artimino

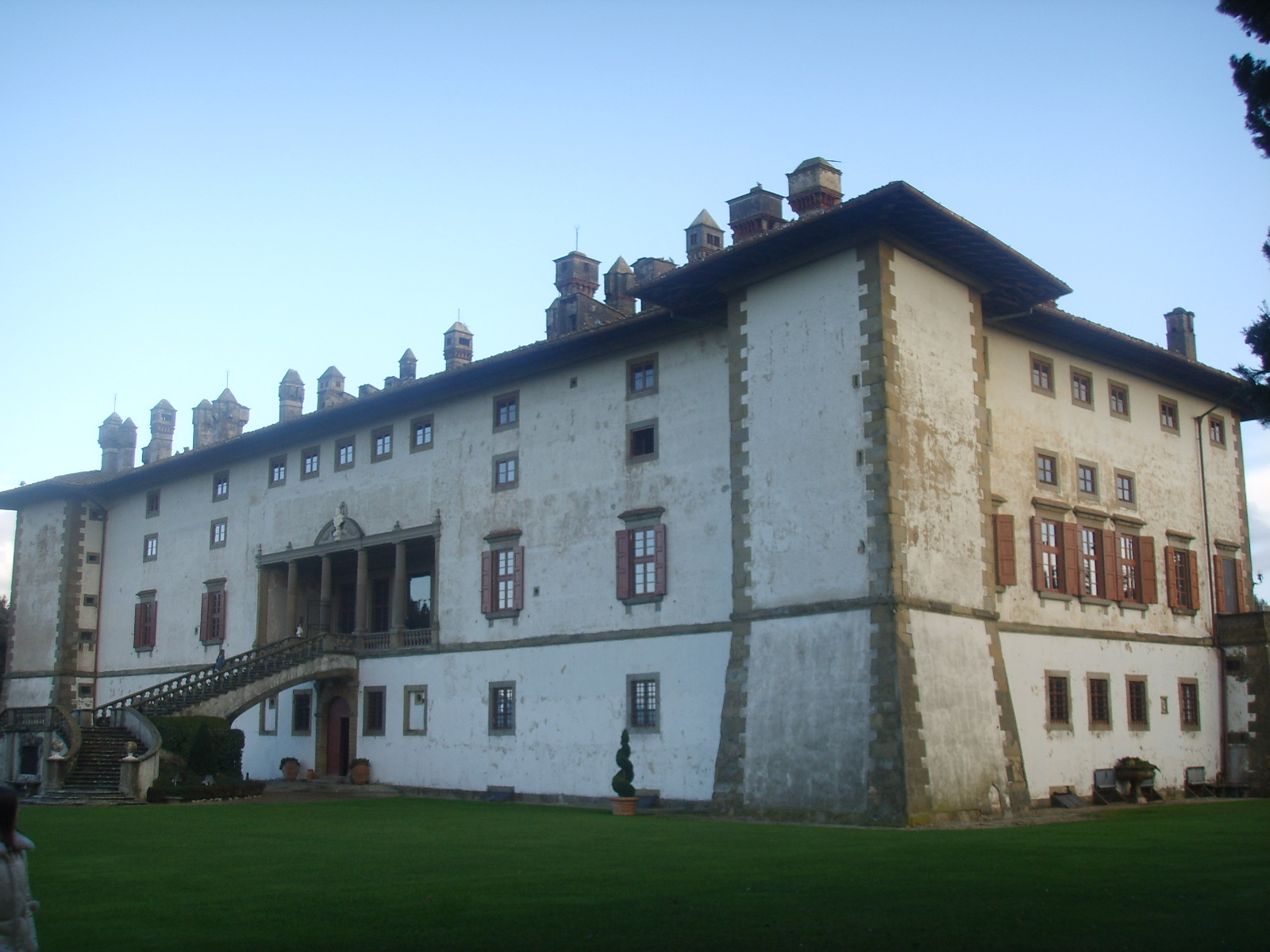
Vista da fachada principal da Villa Medicea di Artimino.

A Villa Medicea di Artimino, também chadada de la Ferdinanda (a Fernandina) ou Villa dai cento camini (Villa das cem lareiras), é um palácio da Itália localizado sobre uma colina defronte à pequena região medieval de Artimino, uma fracção da comuna de Carmignano, Província de Prato. Foi uma das muitas villas da Família Médici e actualmente é sede de congressos, ocorrências e eventos especiais, enquanto que no piso térreo está instalado o Museu Arqueológico Comunal de Artimino (Museo Archeologico Comunale di Artimino).

## História

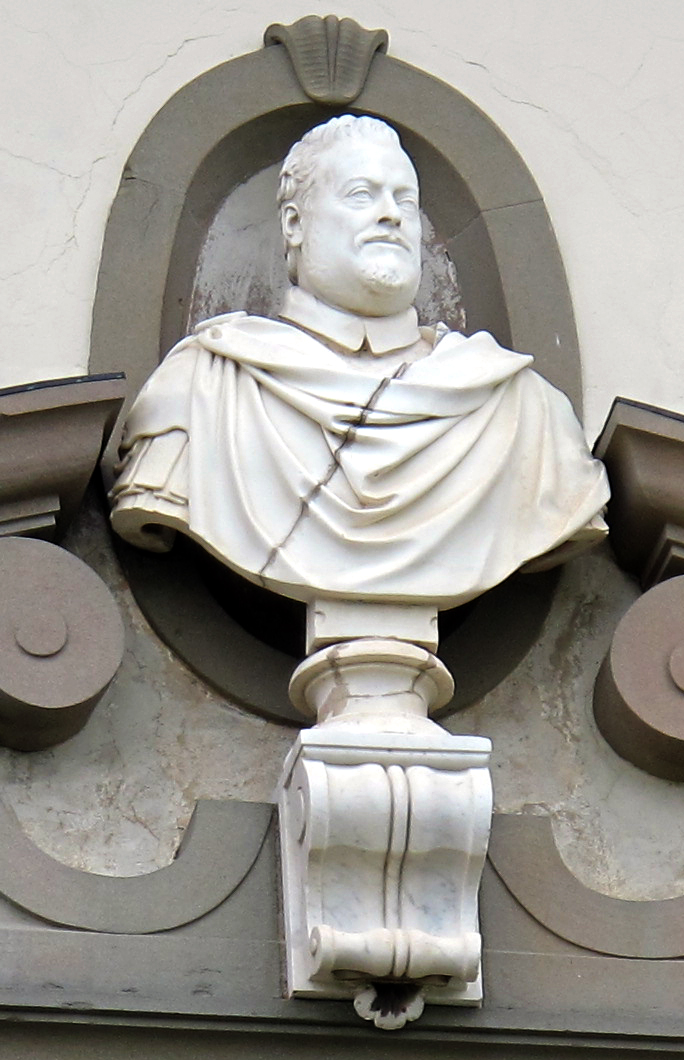
Ferdinando I de Médici.

A Villa Medicea di Artimino foi construído por desejo de Ferdinando I de Médici. Um cronista da época, Baldinucci, relata como o Grão-Duque, durante uma das frequentes batidas de caça no Monte Albano, havia parado nesta mesma colina, na companhia do quase ancião arquitecto Bernardo Buontalenti, logo tendo expressado o desejo de ali fazer construir uma villa para si e para a sua corte. 
A villa foi construída em apenas quatro anos, entre 1596 e 1600, sendo uma obra prima da maturidade do célebre arquitecto. Representa um corolário estilístico das outras Villas Médici e encerra a temporada desses palácios, completando o sistema regional das propriedades dos Médici. O velho arquitecto dirigiu os trabalhos da villa a partir de florença, ao abrigo da sua casa na Via Maggio, enquanto que no terreno operavam os seus colaboradores Santi Maiani e Gherardo Mechini.

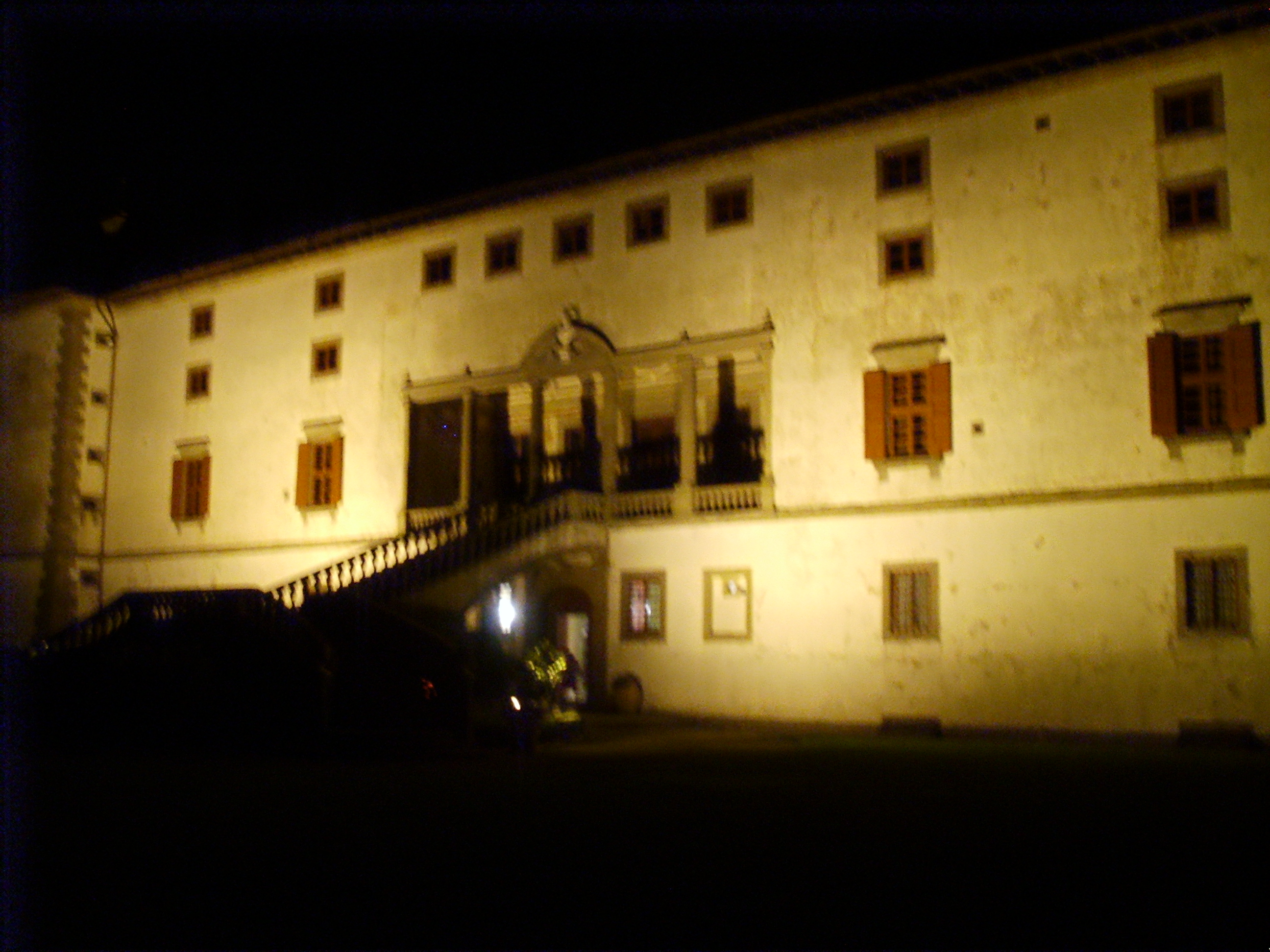
Vista nocturna da villa.

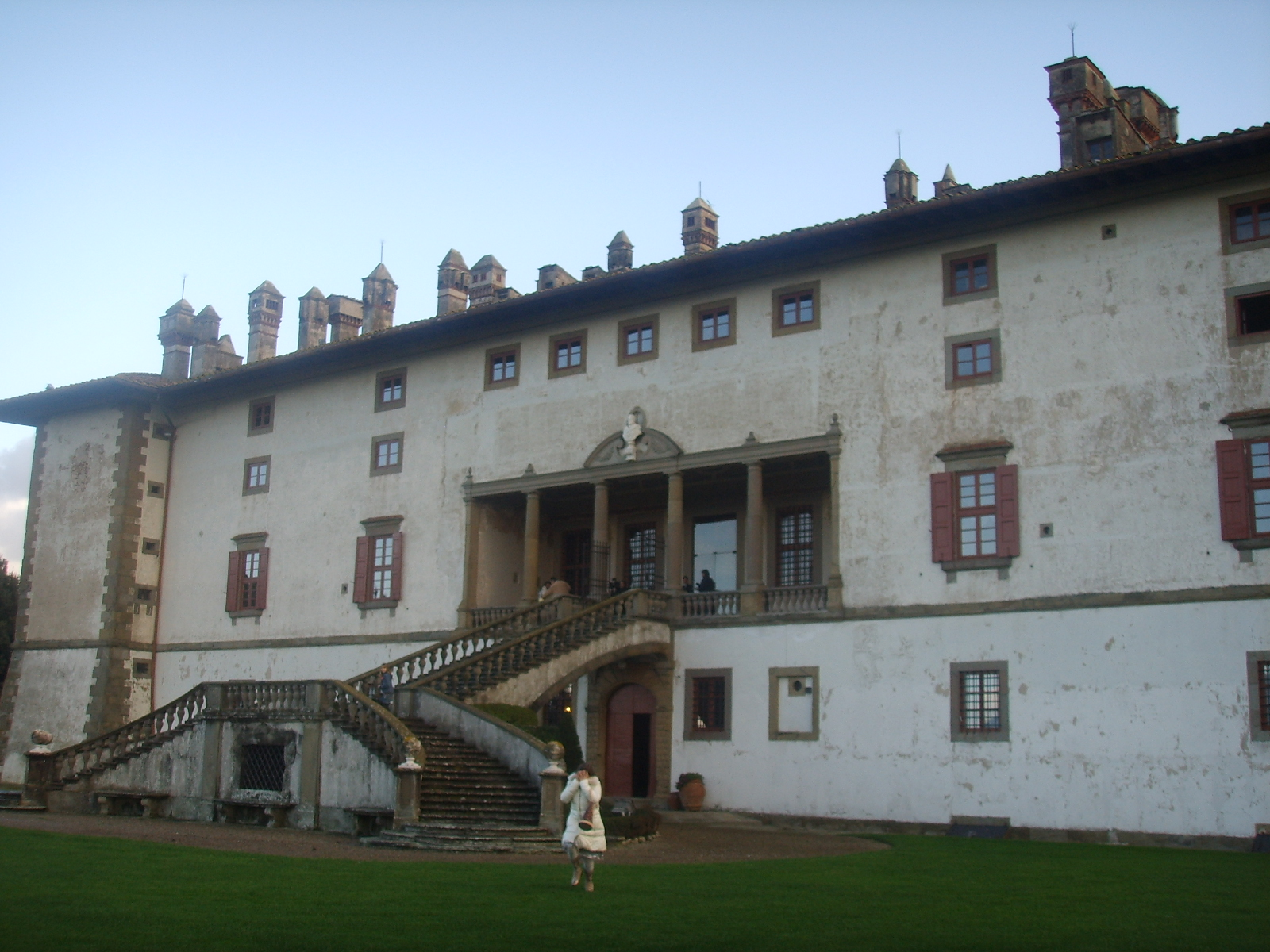
fachada principal da villa.

A inconfundível silhueta coroada por numerosas lareiras e chaminés, domina a zona circundante como um bastião na direcção do desfiladeiro no qual o Arno se aperta contra a rocha da Gonfolina. Simbolicamente era o lugar para a observação visual de todo o grão-ducado, pelo que Ferdinando encomendou ao pintor flamengo Giusto Utens uma série de 17 lunetas representando as villas Médici, que seriam colocadas num salão especial, chamado precisamente "das Villas" (delle Ville); dispersas no século XX, actualmente estão de novo reunidas no "Museo di Firenze com'era" em Florença, embora três se tenham perdido, enquanto que na Villa Medicea di Artimino foram instaladas cópias. Contiguamente, na sala chamada "da Guerra" (delle Guerre), o mesmo pintor executou outras tantas lunetas com cenas de batalhas, as quais estão completamente dispersas.
A Villa Medicea di Artimino a favorita de Ferdinando para o período estival e no andar nobre foram feitas decorações com afresco de Domenico Passignano e Bernardino Poccetti com sugestões mitológicas e alusivas às virtudes de Ferdinando: ainda são visíveis as decorações do salão central, dos aposentos grã-ducais, da loggia e da capela. Existia, então, um vestiário ("guardaroba"), decorado com pinturas excepcionais como o Retrato de Pietro Aretino (Ritratto di Pietro Aretino) de Tiziano e o Baco (Bacco) de Caravaggio, que actualmente se encontram na Galeria degli Uffizi.
Em 1782 a villa foi vendida pelo Grão-Duque Pedro Leopoldo de Lorena ao Marquês Lorenzo Bartolomei, e em seguida passou por via hereditária par aos Condes de Passerini (1848), que a venderam, em 1911, à família Maraini.
Por volta de 1930 foram efectuadas algumas modificações à arquitectura da villa, com a reconstrução de um novo salão e reorganização do jardim.
No Outono de 1944 a villa foi gravemente danificada pela artilharia militar, mas o restauro foi rápido e oportuno, terminando na Primavera de 1945.
Entretanto existiram outras passagens de propriedade. Em 1979 a família Riva efectuou um leilão que dispersou as mobílias e as pinturas da villa. Actualmente hospeda um centro de congressos e alberghiero, enquanto que no subterrâneo foi instalado o Museu Arqueológico Comunal de Artimino (Museo Archeologico Comunale di Artimino).

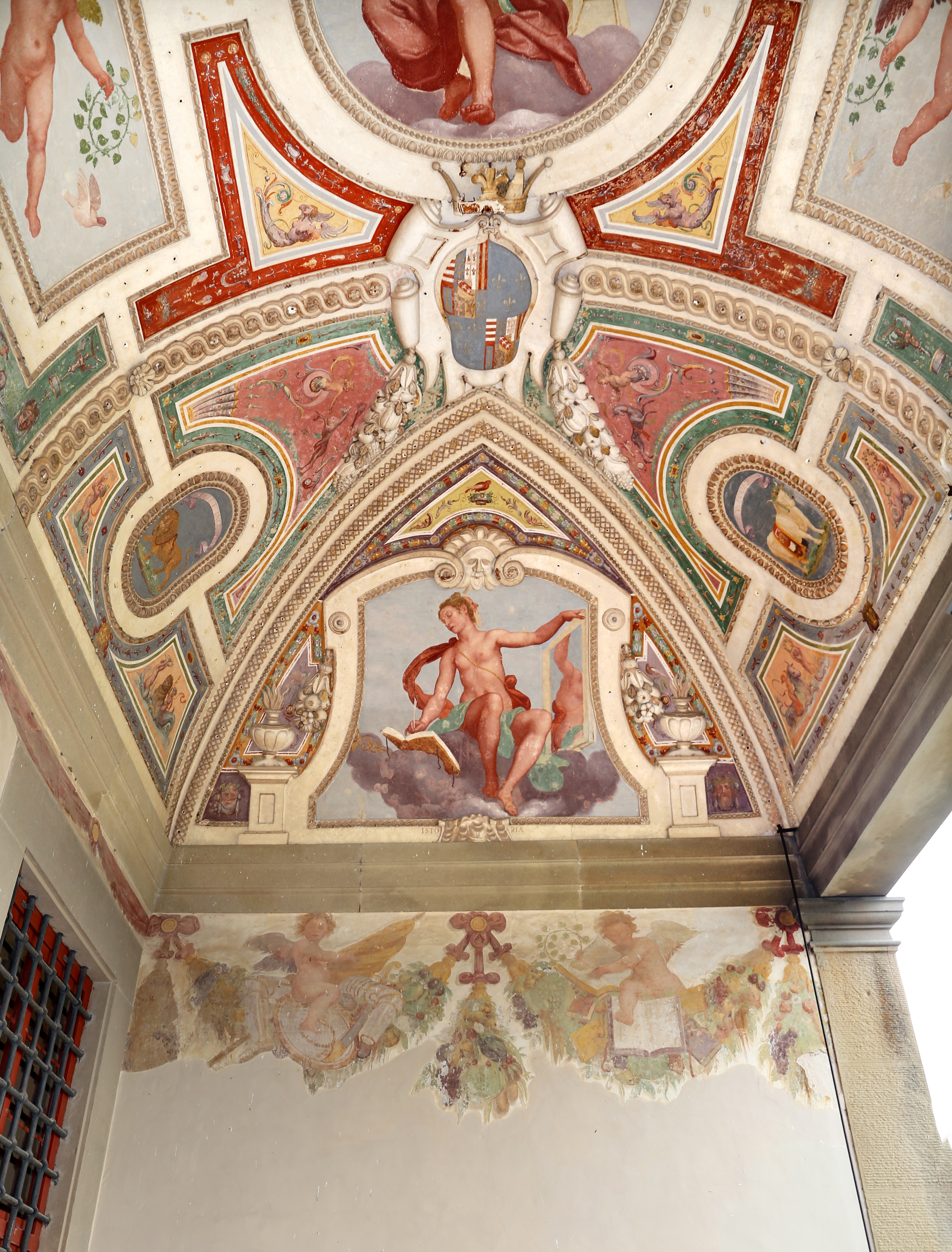
Afrescos na loggia do primeiro andar
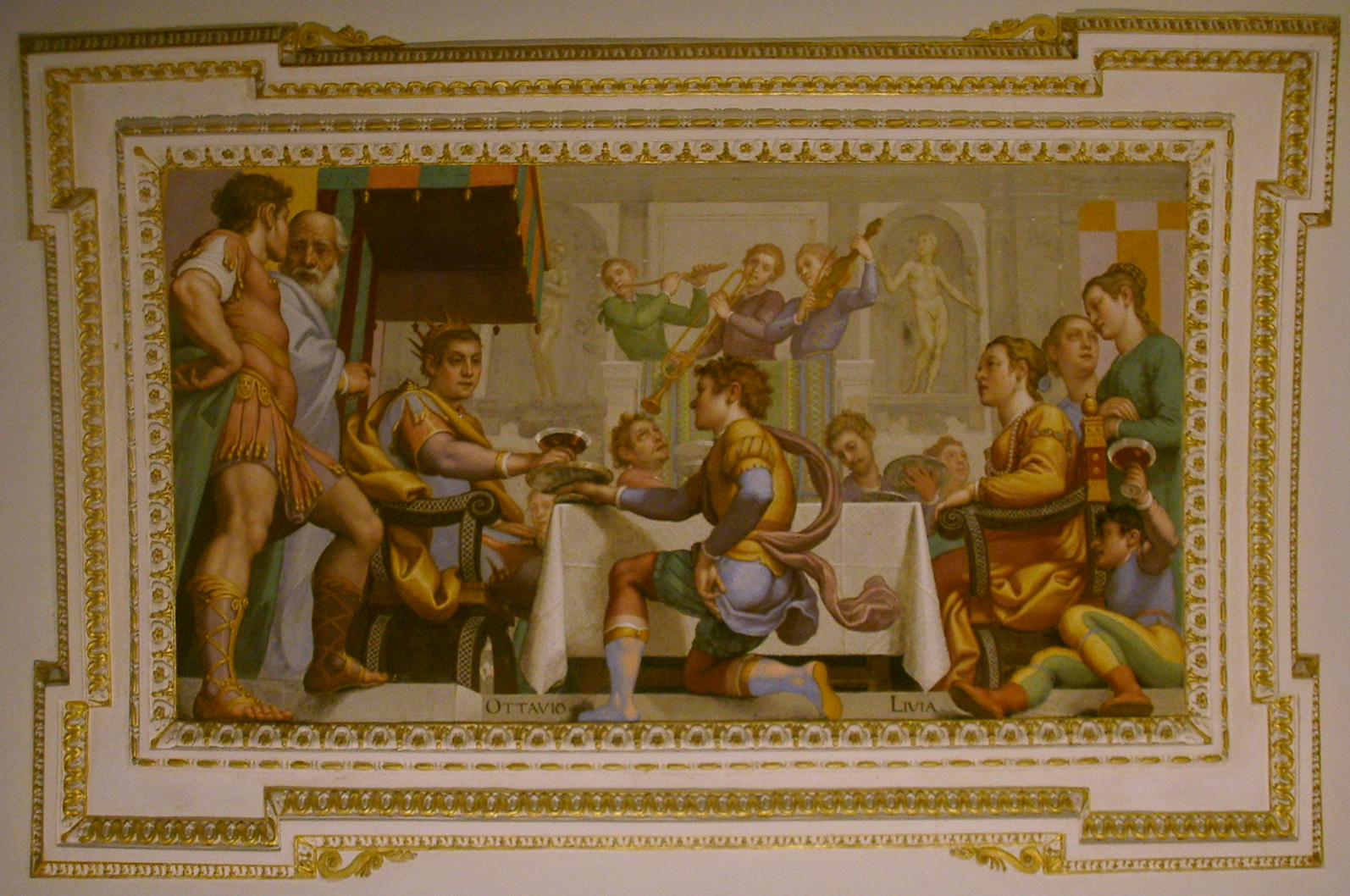
Otaviano e Lívia, afresco na abóbada do salão esquerdo
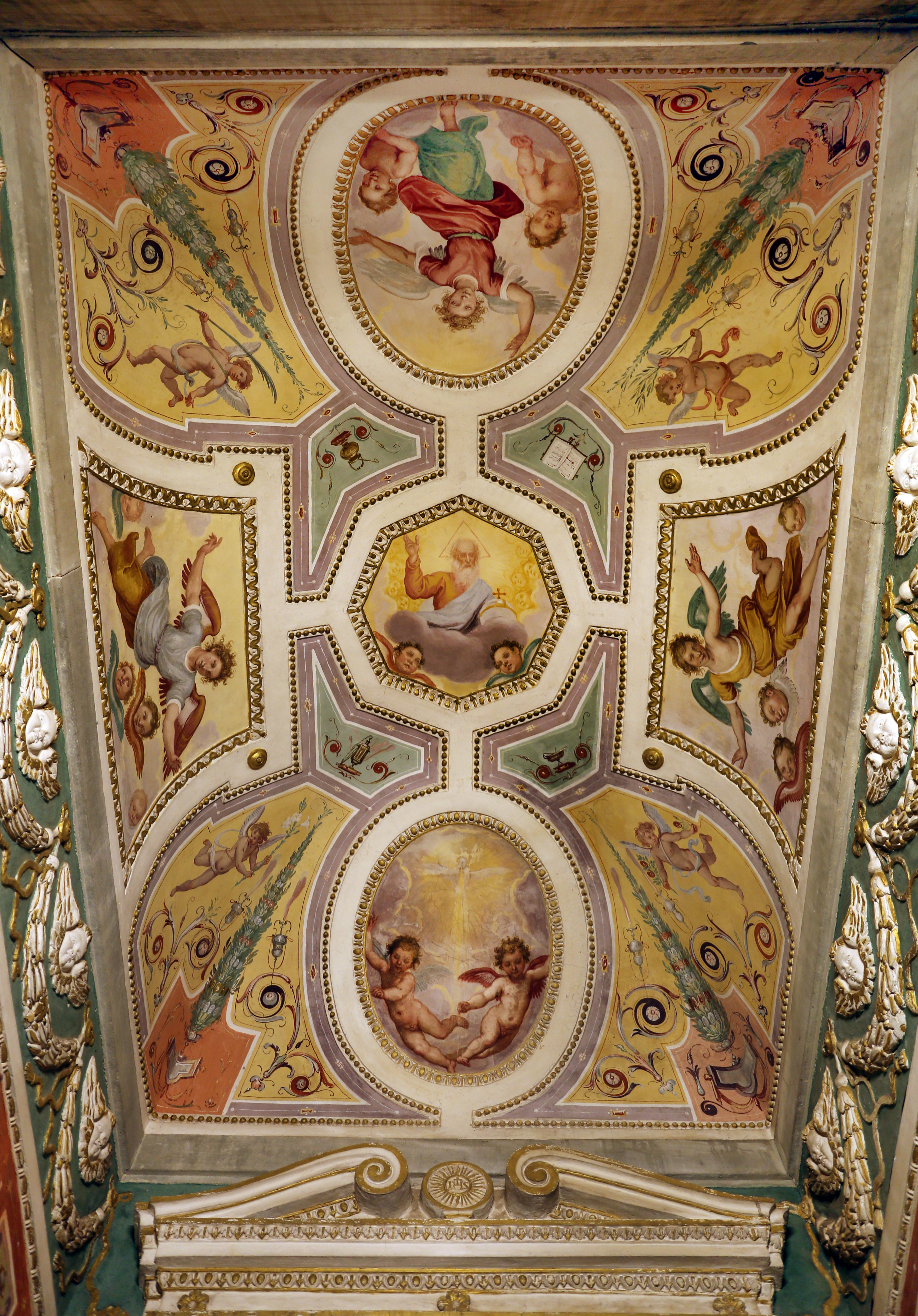
O tecto da capela
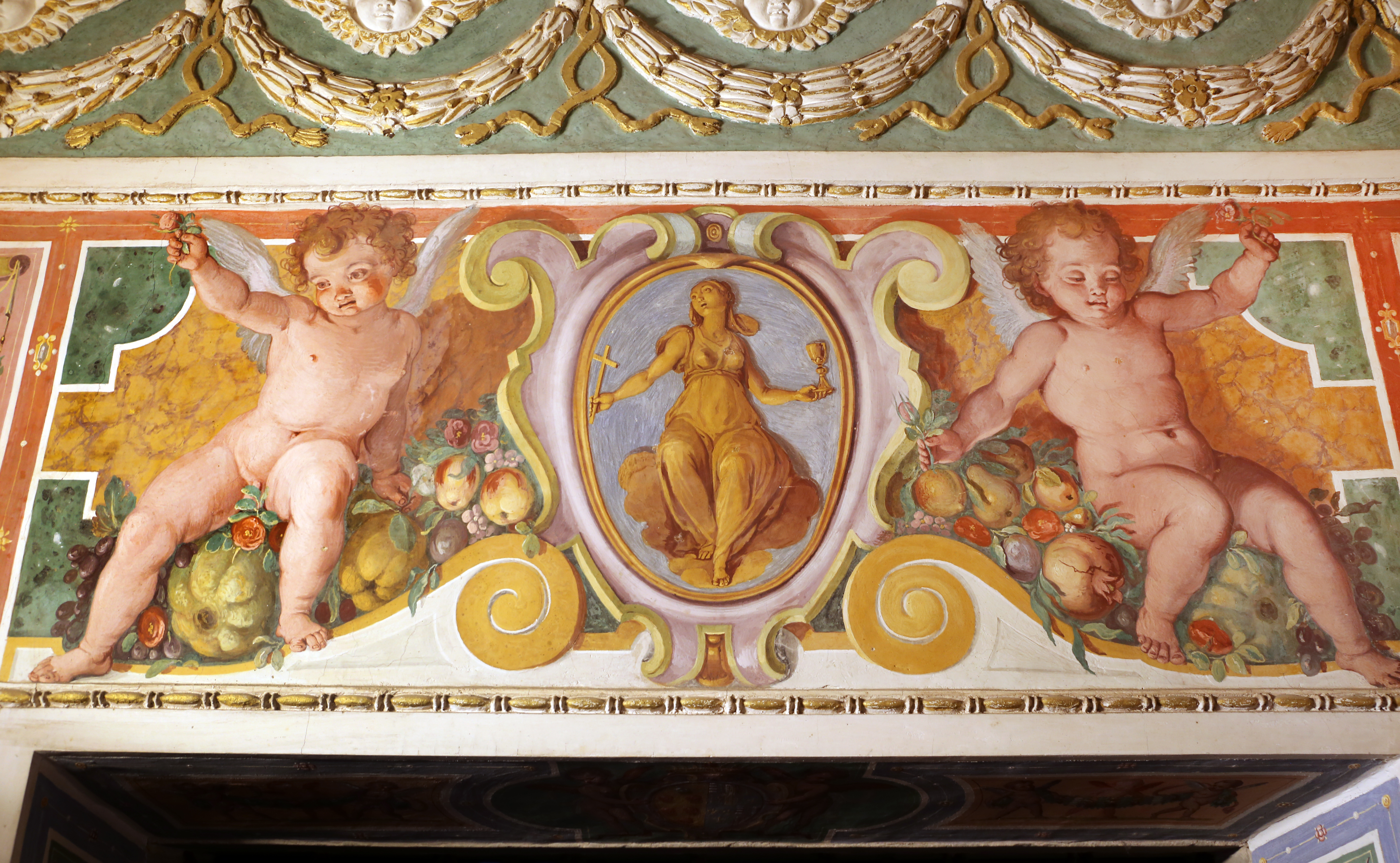
A capela afrescada por Passignano e Nasini

## A arquitectura

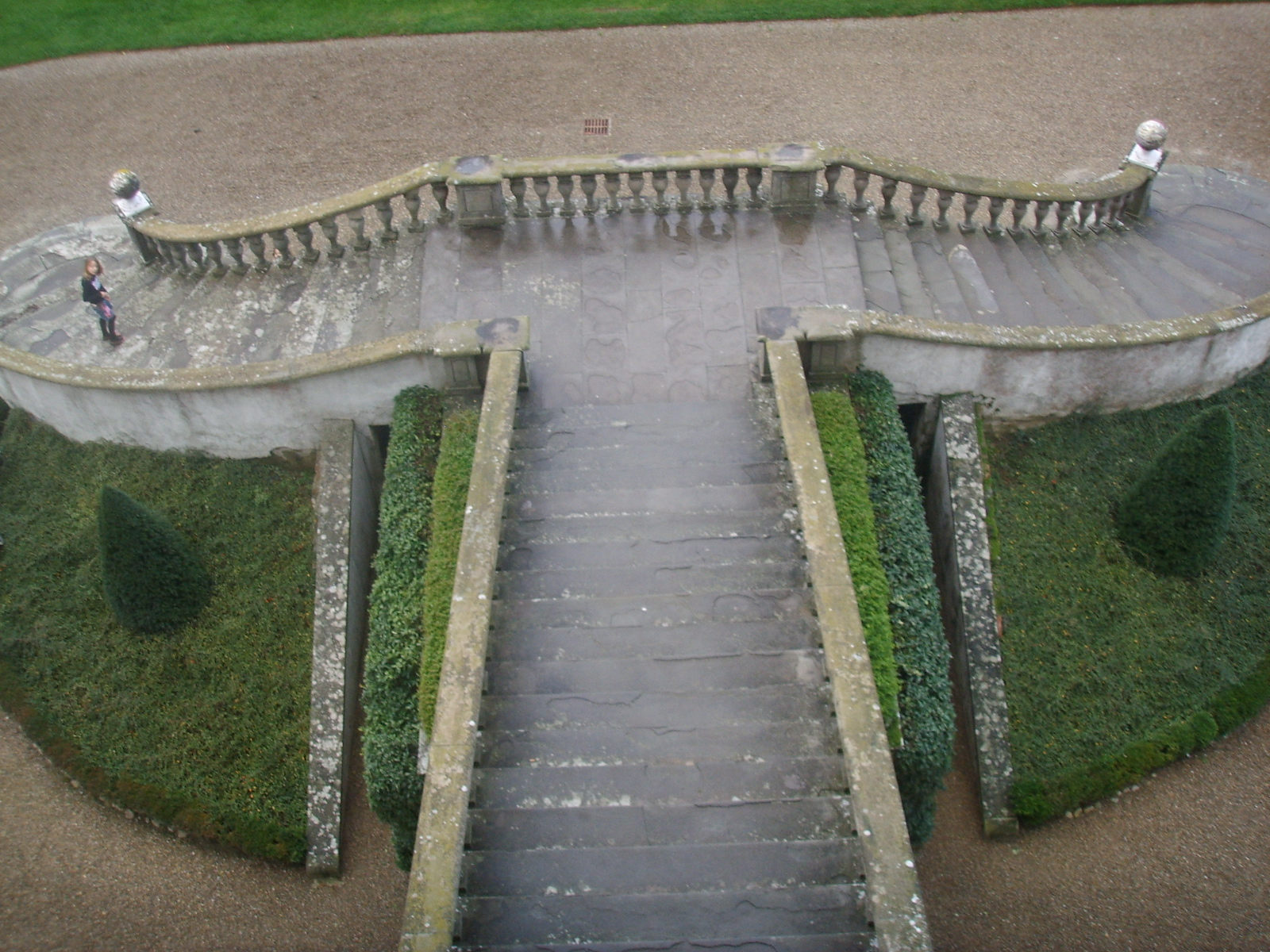
A escadaria da Villa Medicea di Artimino vista da loggia.

A villa é composta por um sólido corpo central com duas longas fachadas simétricas e quatro bastiões salientes nos ângulos, dois a elevarem-se até ao telhado (do lado ocidental, em direcção ao campo) e duas cortadas ao nível do primeiro andar (no lado virado à cidade). Na fachada principal (ocidental) encontra-se uma escadaria suspensa, realizado em 1930, que parte duma galeria com quatro colunas dóricas no andar nobre através de um arco rompante e, mais abaixo, se divide em dois lanços curvos simétricos. O arquitecto Enrico Lusini realizou-a baseando-se num desenho original de Buontalenti, destruindo a escadaria original de lanço único.

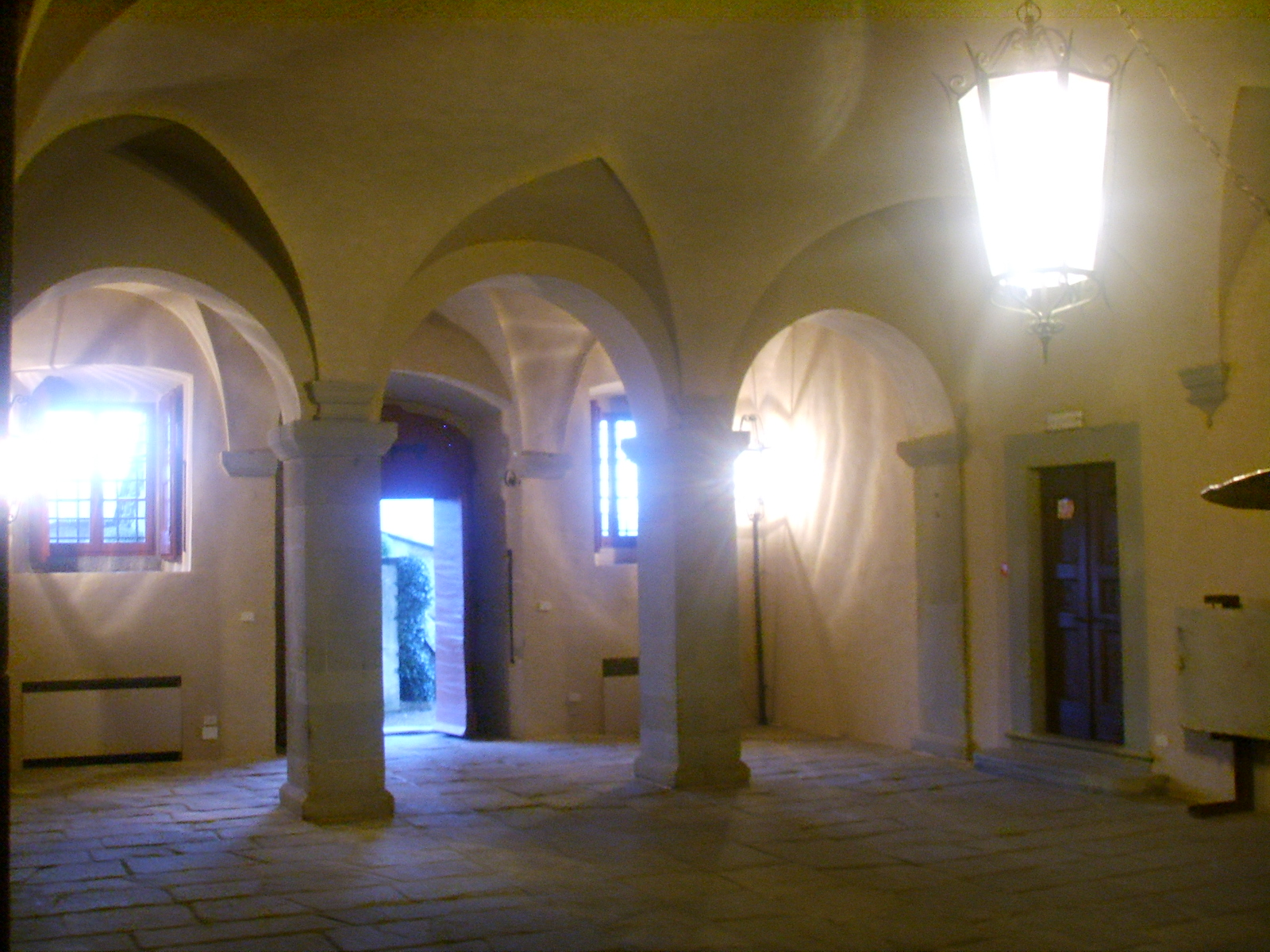
O pátio das carruagens.

Também o muro exterior erigido para proteger um jardim não é coerente com o projecto inicial que previa uma relação directa entre a arquitectura e a paisagem circundante, intencionalmente projectado sem qualquer barreira.
Arquitectonicamente interessante é, também, a Paggeria, que se encontra à direita da villa, caracterizada por duas loggias sobrepostas. Actualmente alberga um restaurante.

## A sala dasvillas
Entre 1599 e 1602 o artista flamengo Giusto Utens pintou as famosas 17 lunetas representando as villas Médici, as quais, com precisão caligráfica e rara perspectiva "em voo de pássaro" ("a volo d'uccello"), decoravam a considerada Sala das Villas (Sala delle Ville).

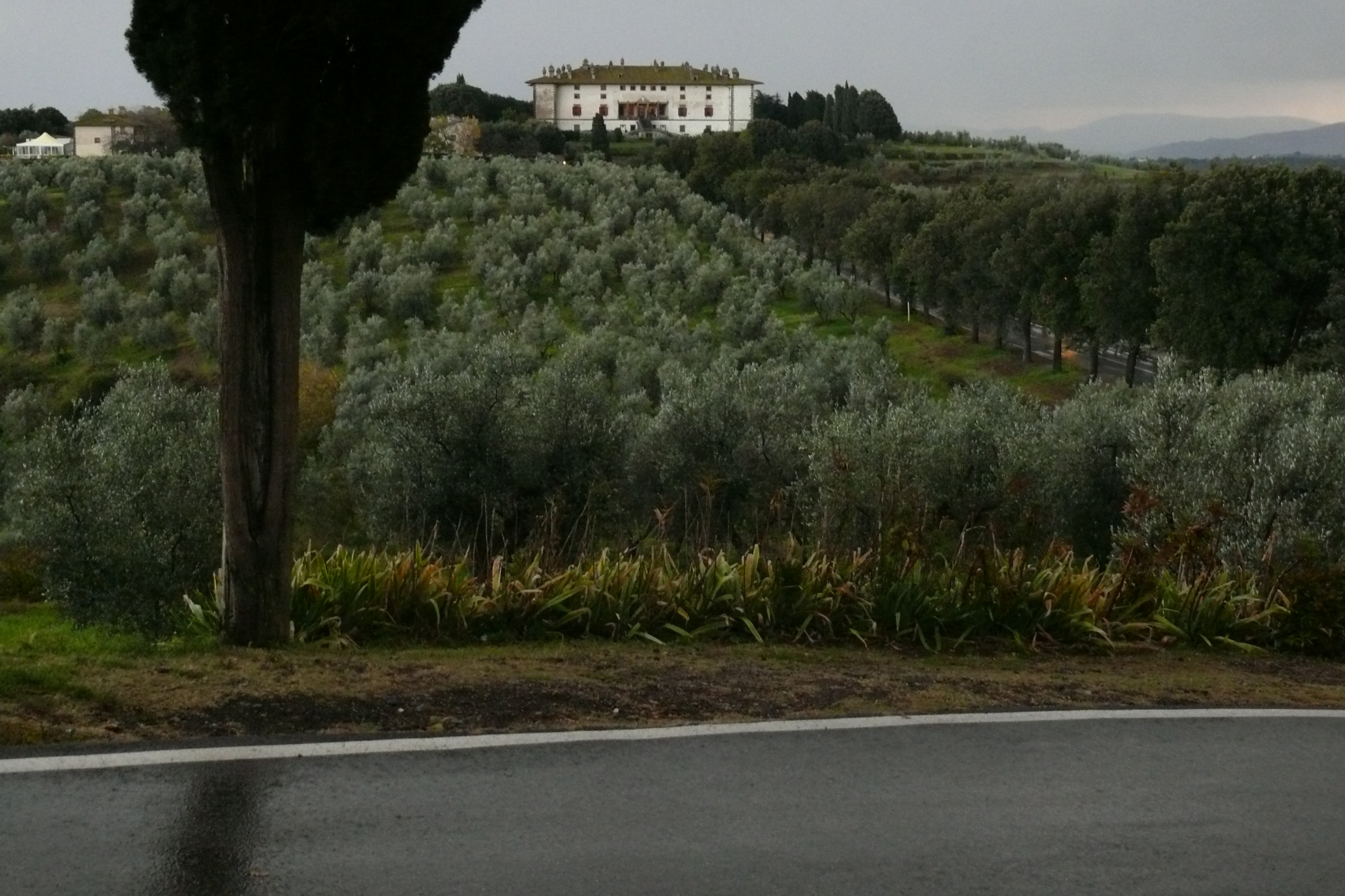
Vista geral da Villa Medicea di Artimino.

Estas representações, célebres até hoje pelo seu aspecto bastante fantástico e idílico, eram um verdadeiro catálogo cadastral com o qual o Grão-Duque controlava as suas propriedades dispersas por toda a Toscânia, analogamente às salas com cartas geográficas afrescadas que se podem admirar em muitos palácios do governo. Para os pesquisadores modernos é insubstituível o seu valor como documento da época e representam um ponto de referência obrigatório para qualquer estudo sobre as villas Médici.

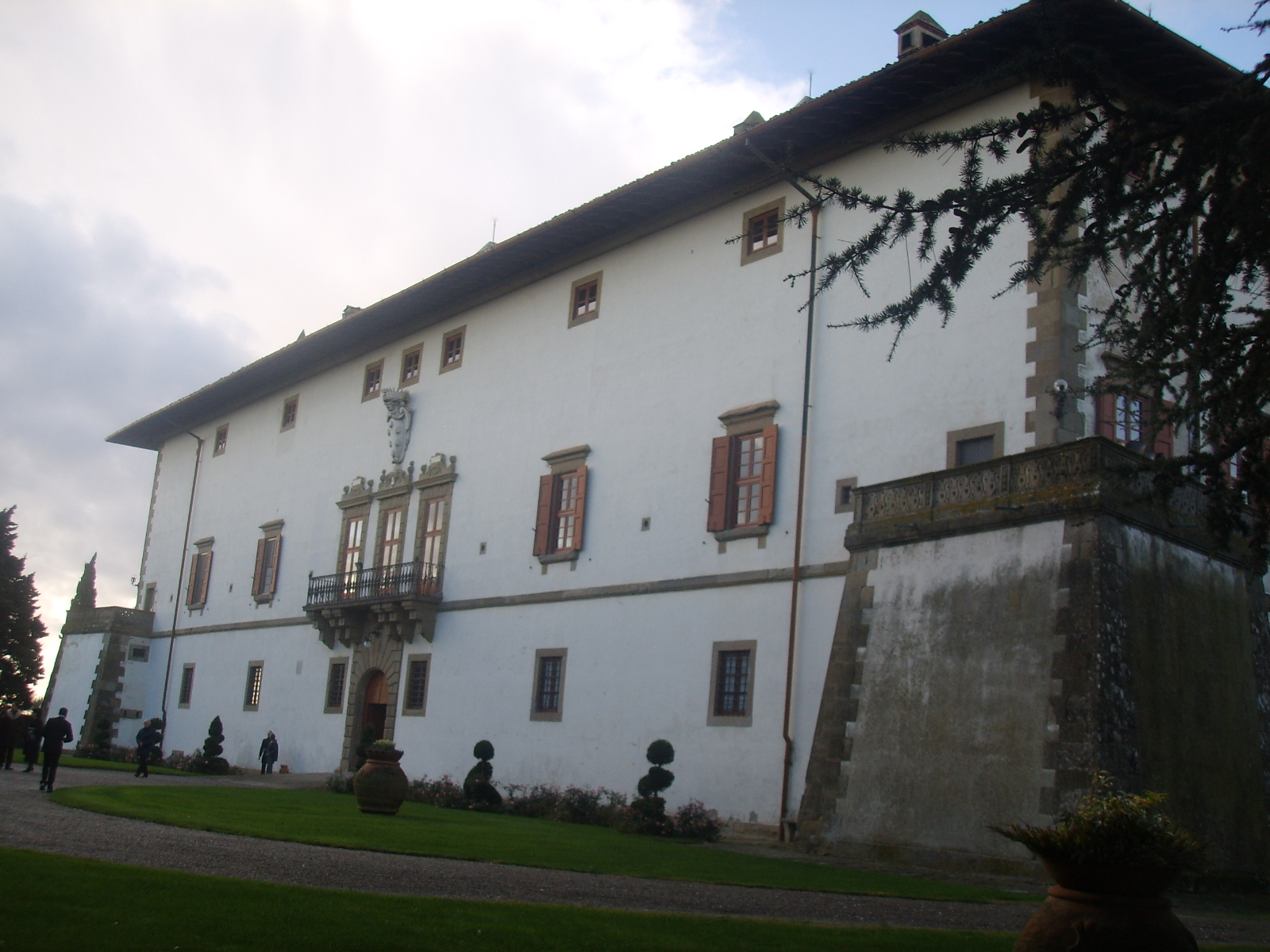
Traseiras da Villa Medicea di Artimino.

A sala era composta por três lunetas sobre a parede frontal, seis sobre cada uma das paredes laterais, e duas sobre a parede com a entrada, onde o portal ocupava o espaço de uma luneta. A sua remoção remonta, provavelmente, ao perido em que a villa foi vendida por Pedro Leopoldo (1782), e possivelmente mantiveram-se na colecção grã-ducal pelo seu valor topográfico. Naquela ocasião dispersaram-se três delas, assim como as 17 lunetas da antiga Sala da Guerra (Sala delle Guerre), e depois de várias passagens chegaram a uma digna colocação no interior do Museo topografico di Firenze com'era, em Florença, fazendo parte do espólio permanente da superintendência.
Rapresentavam a Villa Medicea del Trebbio, a Villa Medicea di Cafaggiolo, a Villa Medicea di Castello, a Villa La Petraia, a Villa La Magia, o Palazzo Pitti com os jardins do Bóboli e o Forte Belvedere, a Villa Medicea di Lappeggi, a Villa Medicea di Poggio a Caiano,a Villa Medicea di Montevettolini, a Villa Medicea di Seravezza, a Villa Medicea di Marignolle, a Villa Medicea di Collesalvetti, a Villa Medicea dell'Ambrogiana e a Villa Medicea di Pratolino.
Em Artimino foram, de seguida, inseridas cópias e, no início do século XX, foram arbitrariamente reintegradas com três outras vistas retomadas de gravuras setecentistas, sem perspectiva "em voo de pássaro", com a Villa Medicea di Careggi, a Villa Medicea di Cerreto Guidi e a Villa Medicea di Poggio Imperiale. Talvez uma luneta representasse a própria Artimino. As vistas novecentistas foram dispersadas e, actualmente, a sala está decorada com simples reproduções de afrescos com as villas mais antigas.

## O Museu Arqueológico Comunal

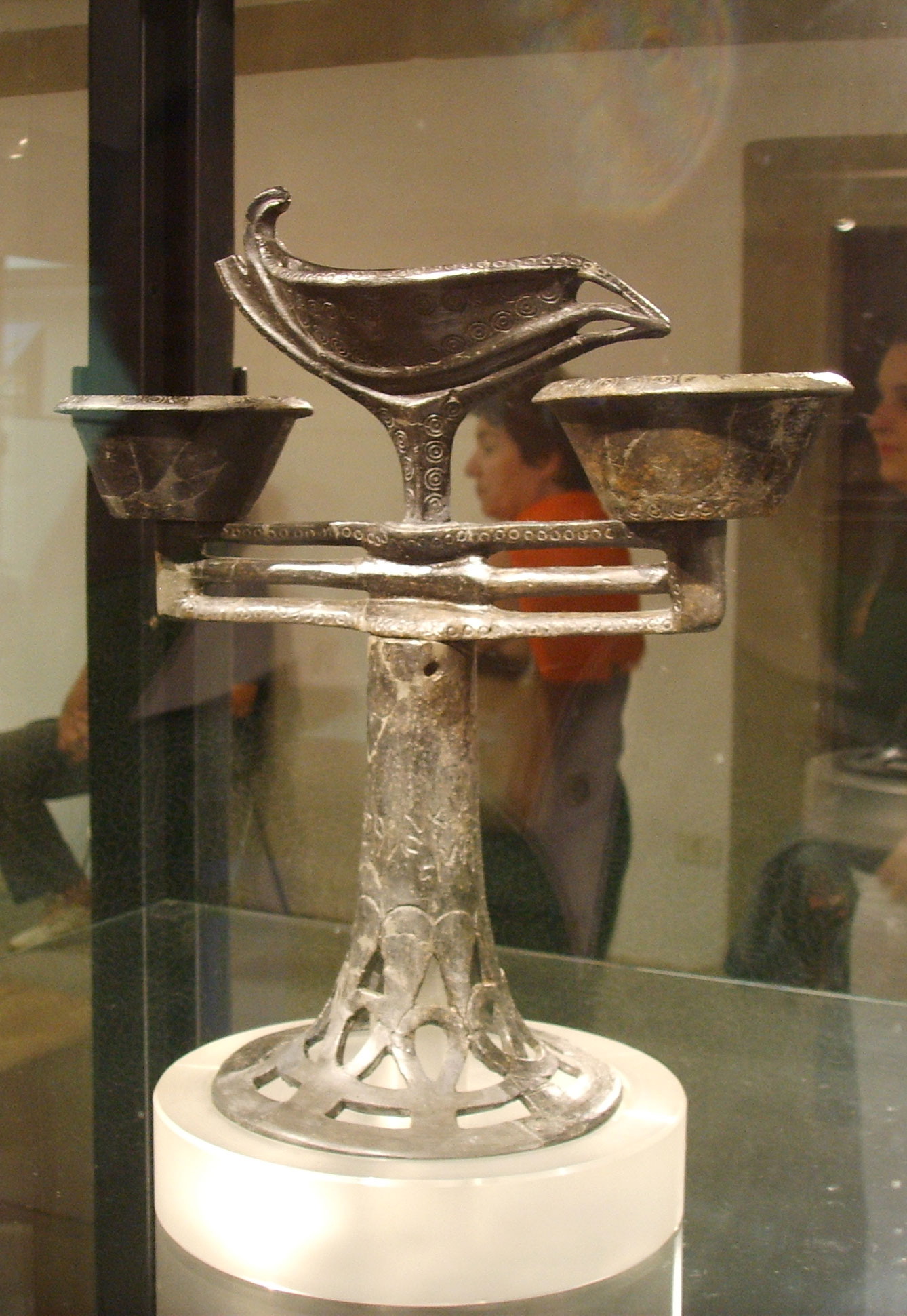
O incensário (obra com inscrição, talvez uma assinatura do artista), a peça seleccionada como símbolo do museu.

O Museu Arqueológico Comunal foi fundado em 1983 para acolher os mais importantes materiais arqueológicos recuperados nas escavações realizadas na comuna de Carmignano. Ampliado em duas recuperações sucessivas, em 1987 e em 1992, actualmente situa-se no subterrâneo da villa e ostenta uma colecção de evidênciasd sobretudo etruscas que, embora pequena, é composta por algumas peças de extraordinário valor e grande interesse científico pois, em alguns casos, são os achados mais setentrionais do seu género e deste modo, num certo sentido delimitam a área de influência etrusca, conhecida por algumas tipologias de objectos e materiais.
As peças cobrem um arco cronológico que vai do Século VII a.C. à primeira idade da Roma Imperial, e provêm das necrópoles de Artimino, Prato Rosello, e Comeana. Ao longo da parede encontram-se alienadas algumas estelas e marcos arcaicos, além de urnas cinerárias do período helenístico.
Os melhores achados pertencem ao túmulo de Montefortini e à tumba dos Boschetti, entre os quais se encontra um elegante incensiário em búcaro perfurado, seleccionado como símbolo do museu, e um esplêndido conjunto para o cerimonial do vinho, com uma grande cratera para a bebida, decorado com figuras vermelhas representando personagens ligados aos ritos dionisinos iniciáticos, em óptimas condições de conservação, e o respectivo serviço de banquete em bronze, com toda uma série de recipientes e instrumentos para a preparação, filtragem e serviço do vinho.
Mais recente é a sala que acolhe uma reprodução do "Túmulo do Guerreiro" (Tomba del Guerriero), onde foram encontrados os objectos expostos numa vitrine, entre os quais a espada e a lança de ferro. 
Agora está transferido para um outro edifício no burgo de Artimino.

### Outras imagens

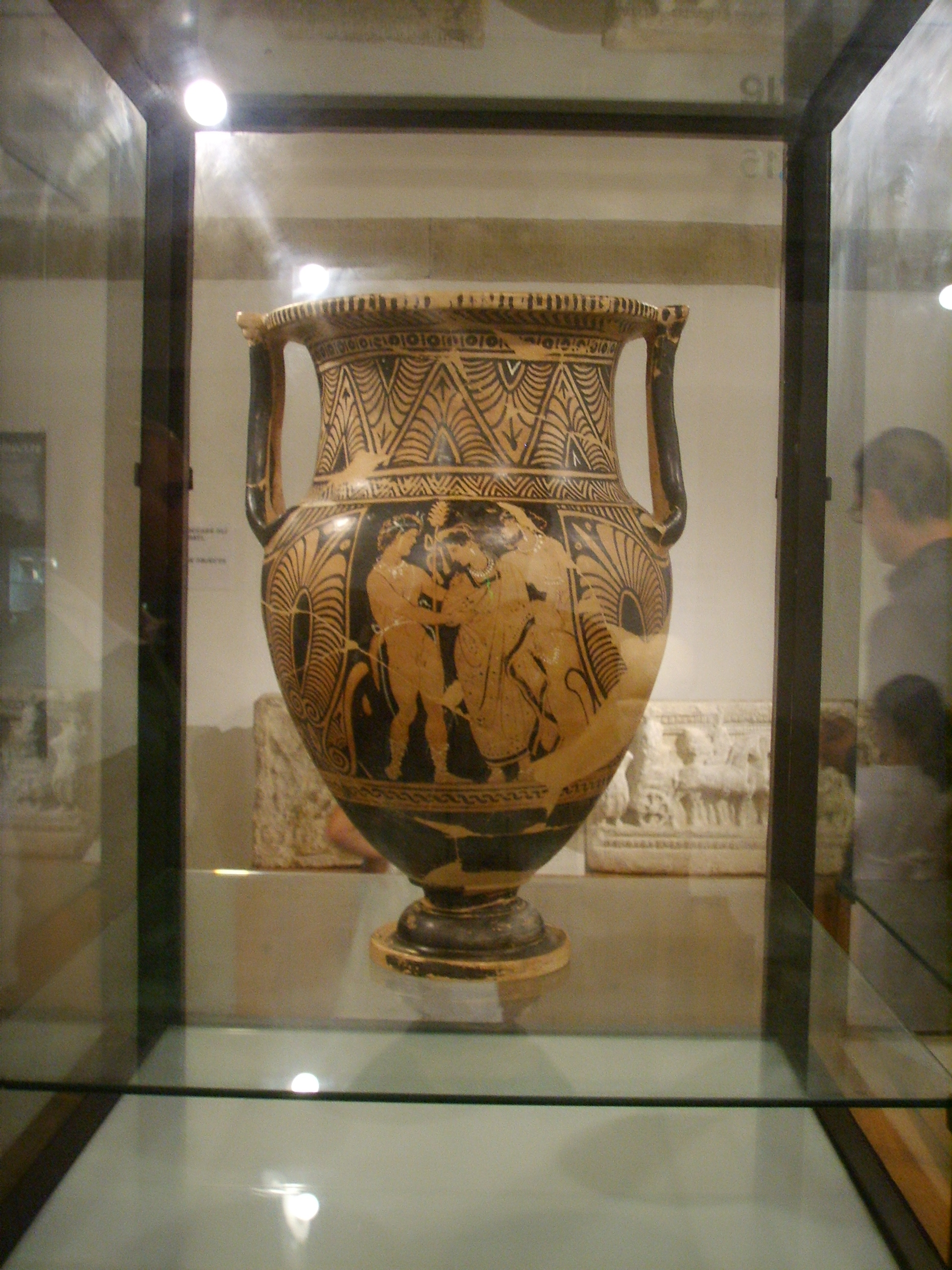
A grande cratera etrusca decorada com figuras vermelhas
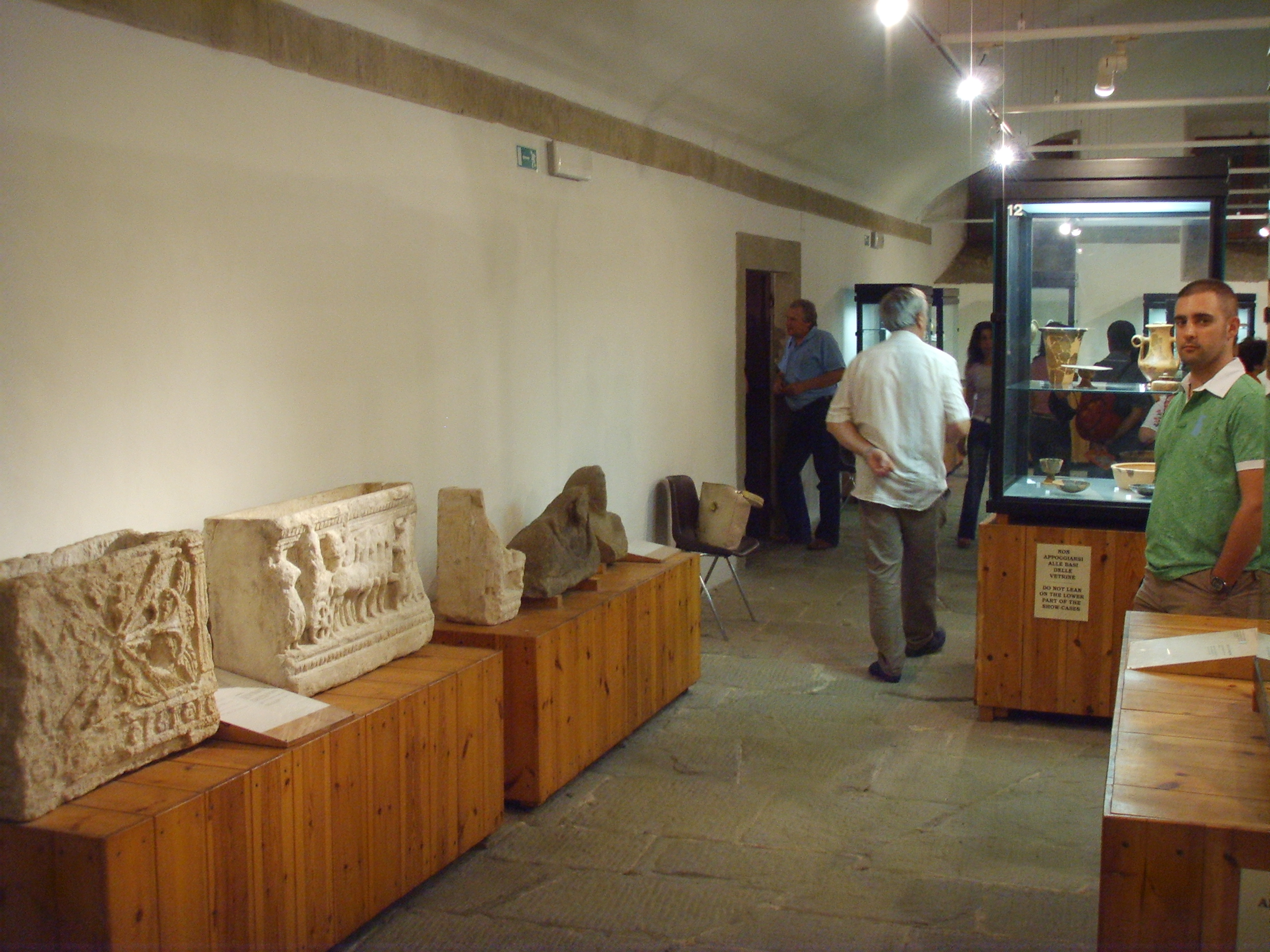
O interior do museu
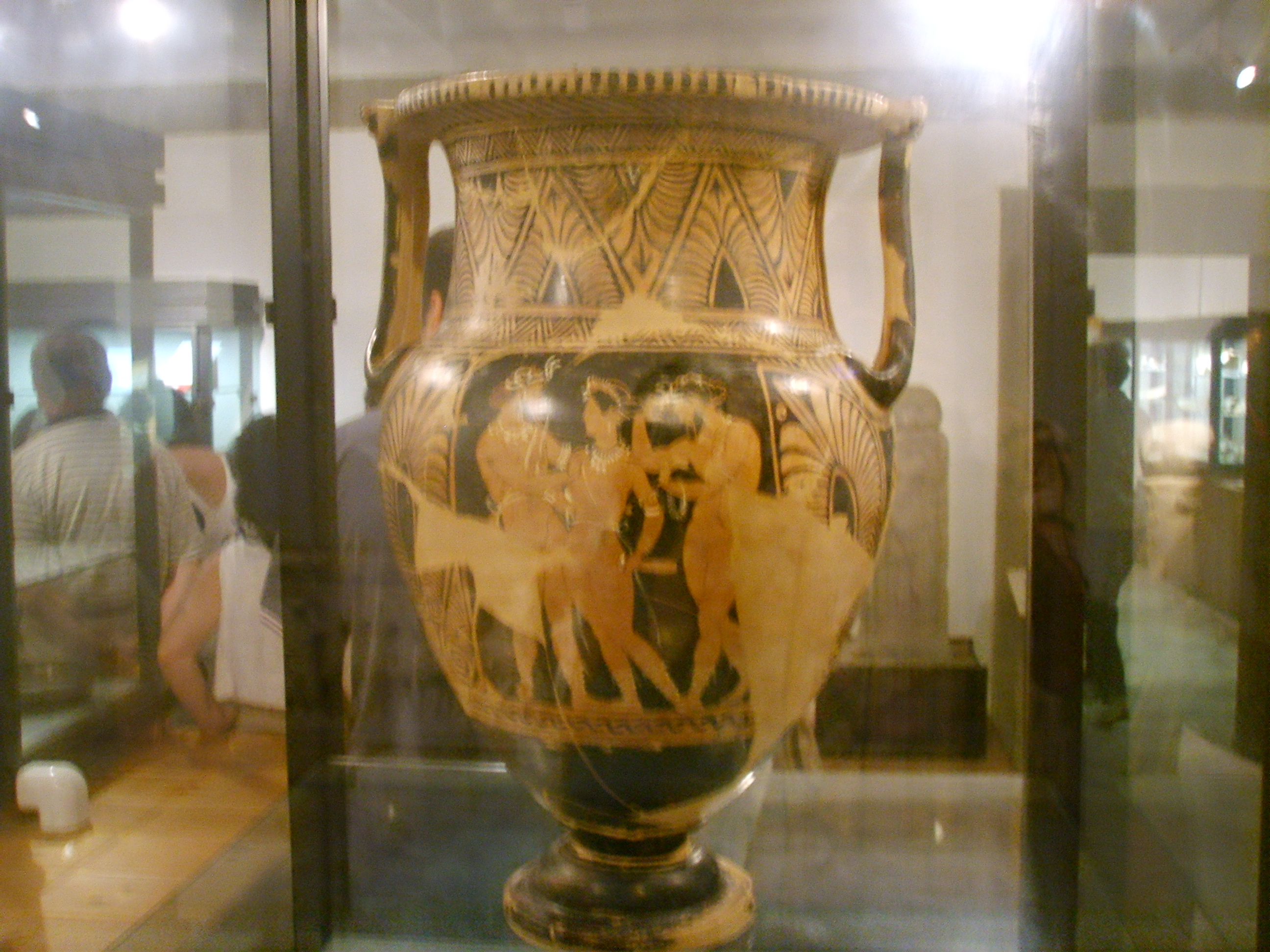
Cratera
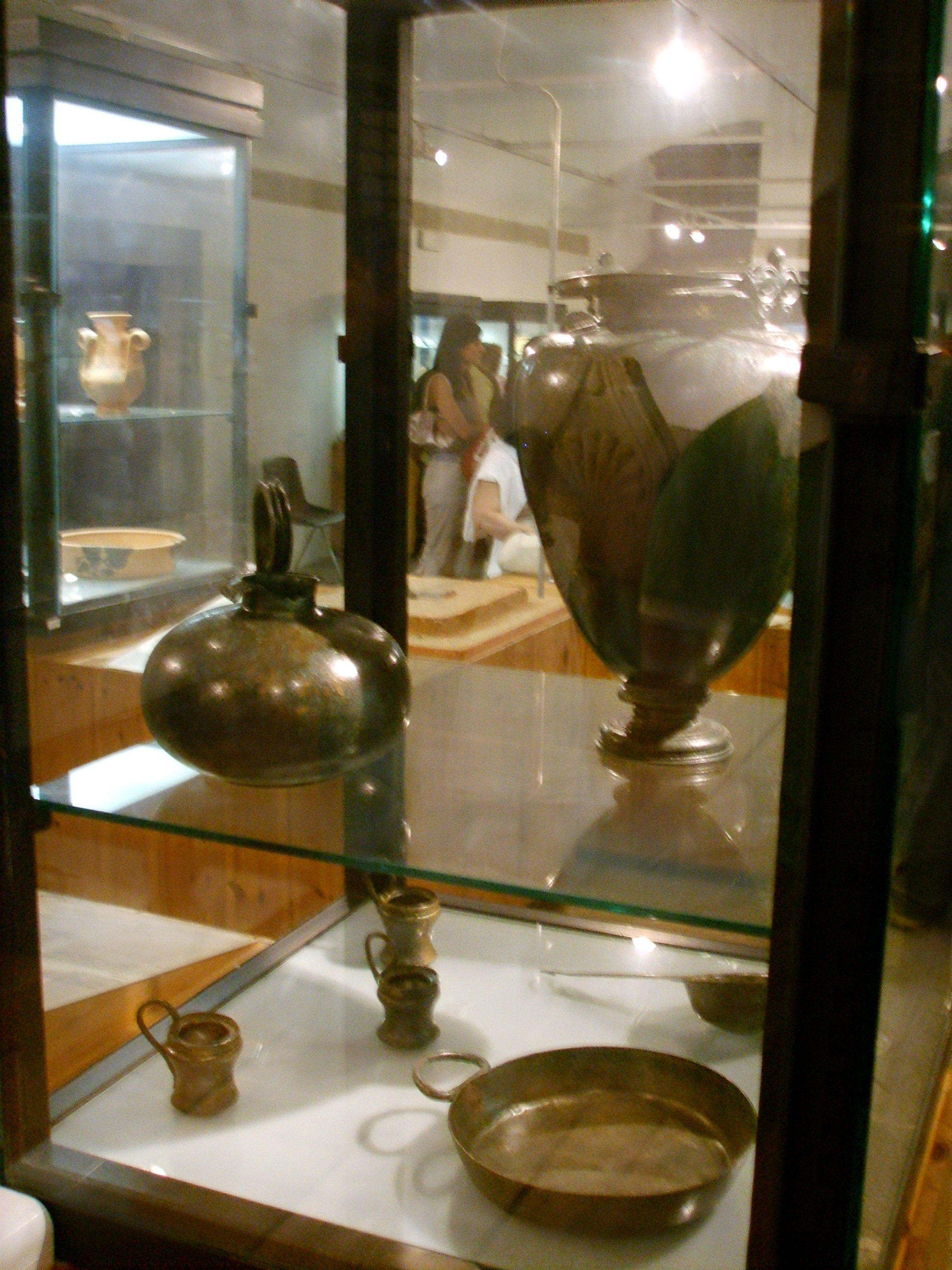
Copo e utensílios de bronze para o rito do vinho
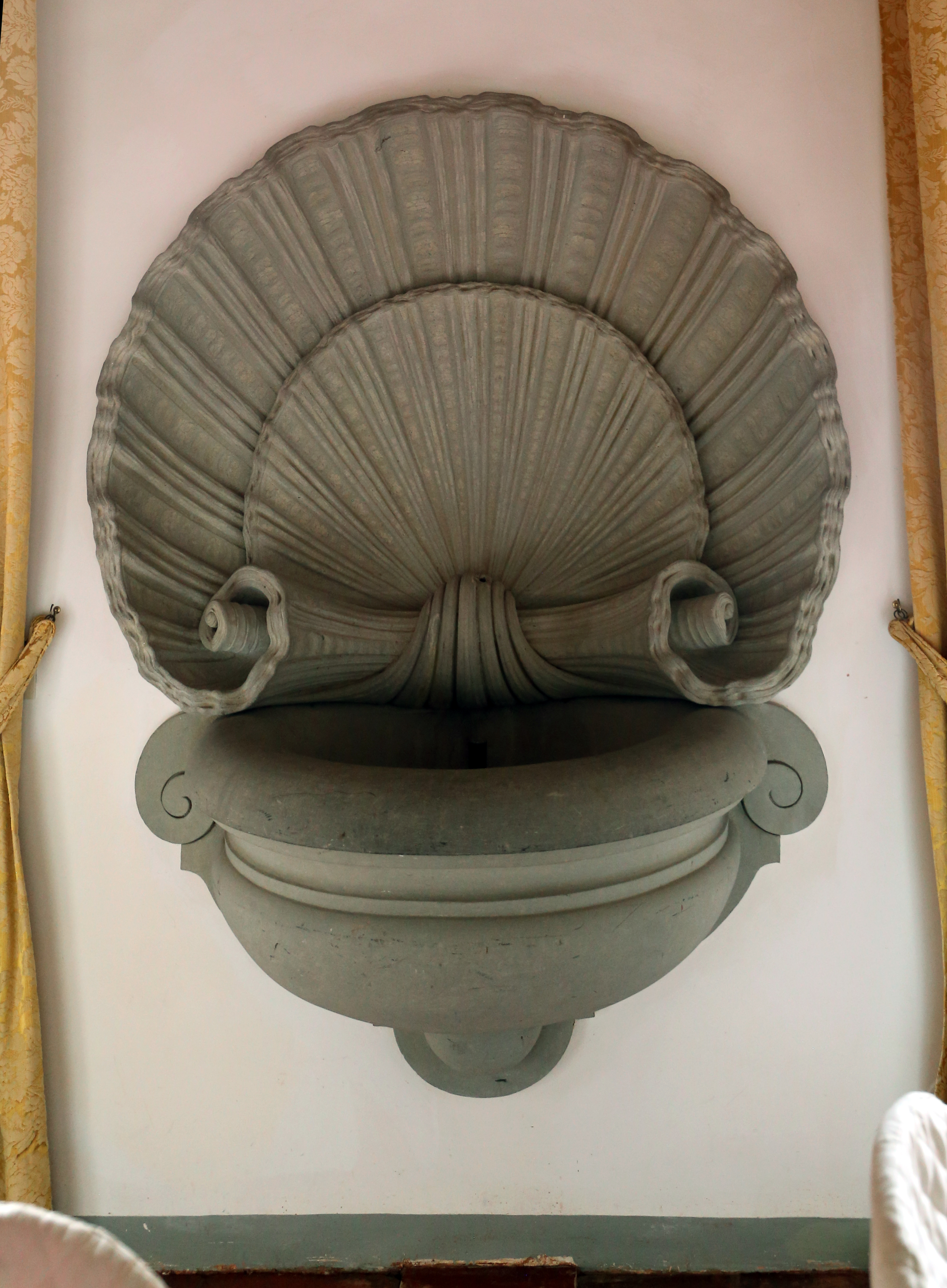
Fonte no interior da villa